# Burgstall Bieberbach
Burgstall Bieberbach bezeichnet eine abgegangene mittelalterliche Spornburg bei 530 m ü. NN auf einer Felsgruppe im südlichen Ortsbereich von Bieberbach, einem Gemeindeteil der Marktgemeinde Egloffstein im Landkreis Forchheim in Bayern.
Die Burg wurde um 1225 von den Herren von Dachstetten erbaut. Als weitere Besitzer werden die Herren von Egloffstein und die Herren von Wichsenstein, Ministeriale des Bistums Bamberg, genannt. Die Burg wurde 1525 im Zuge des Bauernkrieges und endgültig im Dreißigjährigen Krieg zerstört. Anfang des 19. Jahrhunderts wurden die Reste bis auf ein Gewölbe und einen Keller abgetragen.